# Kemijärvi landskommun
Kemijärvi landskommun (finska: Kemijärven maalaiskunta) var en kommun i dåvarande Lapplands län i Finland. Sedan den 1 januari 1973 utgör Kemijärvi landskommun en del av Kemijärvi kommun. Kemijärvi landskommun hade den 1 januari 1972 8 340 invånare och hade en yta på 3 510,4 km². Vid folkräkningen den 31 december 1970 utgjorde befolkningen 7 664 personer, varav 7 638 talade finska, 3 talade svenska och 23 andra språk.
Kemijärvi köping utbröts ur Kemijärvi landskommun 1 januari 1957. Den 1 januari 1973 återförenades de två, då de tillsammans bildade den nuvarande Kemijärvi stad.

## Politik

### Mandatfördelning i Kemijärvi landskommun, valen 1964–1968
Statistik över kommunalval i Finland finns tillgänglig för enskilda kommuner från valet 1964 och framåt. Publikationen över kommunalvalet 1968 var den första som redovisade komplett partitillhörighet.
| 9 |  | 17 |

| 7 |  |  | 6 | 12 |